# Communauté de communes de Sensescaut
La Communauté de communes de Sensescaut  est une ancienne communauté de communesfrançaise, située dans le département du Nord et la région Nord-Pas-de-Calais, arrondissement de Cambrai. Elle faisait partie du Pays du Cambrésis. Elle a fusionné avec la communauté d'agglomération de Cambrai le 1er janvier 2014. 

## Régime fiscal
Fiscalité additionnelle

## Composition
- La communauté de Sensescaut regroupait 6 communes ;

| Code INSEE | Commune           | Maire              | Population | Superficie | Densité      | Délégués |
| ---------- | ----------------- | ------------------ | ---------- | ---------- | ------------ | -------- |
| 59219      | Estrun            | Jean-Marie Mettier | 421 hab.   | 282 ha     | 149 hab./km² | nc       |
| 59216      | Eswars            | Francis Régnault   | 348 hab.   | 278 ha     | 125 hab./km² | nc       |
| 59455      | Paillencourt      | Fabrice Lefebvre   | 950 hab.   | 756 ha     | 125 hab./km² | nc       |
| 59492      | Ramillies         | Olivier Delsaux    | 514 hab.   | 511 ha     | 100 hab./km² | nc       |
| 59593      | Thun-l'Évêque     | Kléber Lerouge     | 537 hab.   | 569 ha     | 94 hab./km²  | nc       |
| 59595      | Thun-Saint-Martin | Henri Despres      | 460 hab.   | 603 ha     | 76 hab./km²  | nc       |
| Totaux     | 6 communes        | 6 communes         | 3 230 hab. | 2 997 ha   | 108 hab./km² | 18       |

## Présidents
| Période | Période  | Identité          | Étiquette | Qualité                |
| ------- | -------- | ----------------- | --------- | ---------------------- |
| 2008    | en cours | Jacques Denoyelle | DVD       | maire de Thun-l'Évêque |
|         |          |                   |           |                        |